# Uğur Arslan Kuru
Uğur Arslan Kuru (sinh 16 tháng 2 năm 1989 ở Düzce, Thổ Nhĩ Kỳ) là một cầu thủ bóng đá Thổ Nhĩ Kỳ thi đấu cho Altınordu.
Anh bắt đầu sự nghiệp bóng đá năm 2001 ở Düzce G.Birliği. Năm 2002, anh đến Düzce Belediye Spor.
Anh là hậu vệ của đội trẻ Fenerbahçe S.K. từ 2003 đến 2007. Trước 2003, anh thi đấu cho Düzce Belediye Spor. Năm 2003, anh đến Fenerbahçe PAF Team với bản hợp đồng nghiệp dư năm 2008 và đến Fenerbahçe với bản hợp đồng chuyên nghiệp.
Hiện tại anh thi đấu ở Fenerbahçe S.K. và U-19 Thổ Nhĩ Kỳ.
Anh ra sân 35 lần cho các đội tuyển quốc gia U-19, U-18, U-17 và U-16.